# Rusty Lake: Paradise
Rusty Lake: Paradise est un jeu vidéo d'aventure en pointer-et-cliquer développé et édité par Rusty Lake, sorti en 2018 sur Windows, Mac, iOS et Android. Il s'agit du douzième jeu de la société et leur troisième jeu hors série payant.
Le jeu se déroule au même lac Rusty Lake que dans les jeux Cube Escape, mais n'est pas considéré comme faisant partie de la série. C'est plutôt un jeu à part avec plusieurs connexions. Il décrit les origines de l'Hôtel, le personnage joué devenant Mr. Owl, et l'île étant celle sur laquelle l'hôtel est construit.

## Trame
Le jeu se déroule en 1796 sur une île isolée du lac Rusty Lake. Le jeu raconte l'histoire d'un homme nommé Jakob, le fils ainé de la famille Eilander, rentrant à Paradise Island après la mort mystérieuse de sa mère, car depuis dix plaies, étant des variations des Dix plaies d'Egypte, maudissent l'île et ses habitants. Le joueur doit interagir avec les membres de sa famille tout autour de l'île et participer à plusieurs rituels inquiétants pour arrêter les plaies.
C'est une histoire sur les relations familiales, et le sens du sacrifice, incluant des éléments d'horreur tels des membres coupés, des mantes religieuses géantes, mais aussi des énigmes à résoudre. Il possède dix chapitres, un par plaie,,.

## Personnages
- Caroline Eilander
- David Eilander
- Elizabeth Eilander
- Gerard Eilander
- Jakob Eilander
- Margaret Eilander
- Nicholas Eilander

## Système de jeu
Le jeu se divise en plusieurs tableaux navigables, incluant des énigmes. Le joueur doit récupérer des objets et des informations afin de les résoudre, et être récompensé par un élément d'une autre énigme, et la suite de son aventure.
Ainsi le monde entourant le joueur est équipé d'éléments interactifs qui lui serviront d'outils (aiguilles d'horloges déplaçables, indications dans le décor, etc.).
Les énigmes font partie intégrante de l'histoire, et leur interaction est un outil de narration.

## Bande son
La bande son pour Rusty Lake Paradise contient 12 pistes spécialement commandées au compositeur néerlandais Victor Butzelaar. Même si elle n'est pas indiquée, le jeu utilise la bande son Cave Drops 1 dans les souterrains secrets de Caroline.

## Accueil
- Metacritic : 8/10[4]
- Canard PC : 7/10[5]
- Everyeye : 7.5/10[6]
- PC World : 4/5[7]
- TouchArcade : 4/5[8]